# ترور

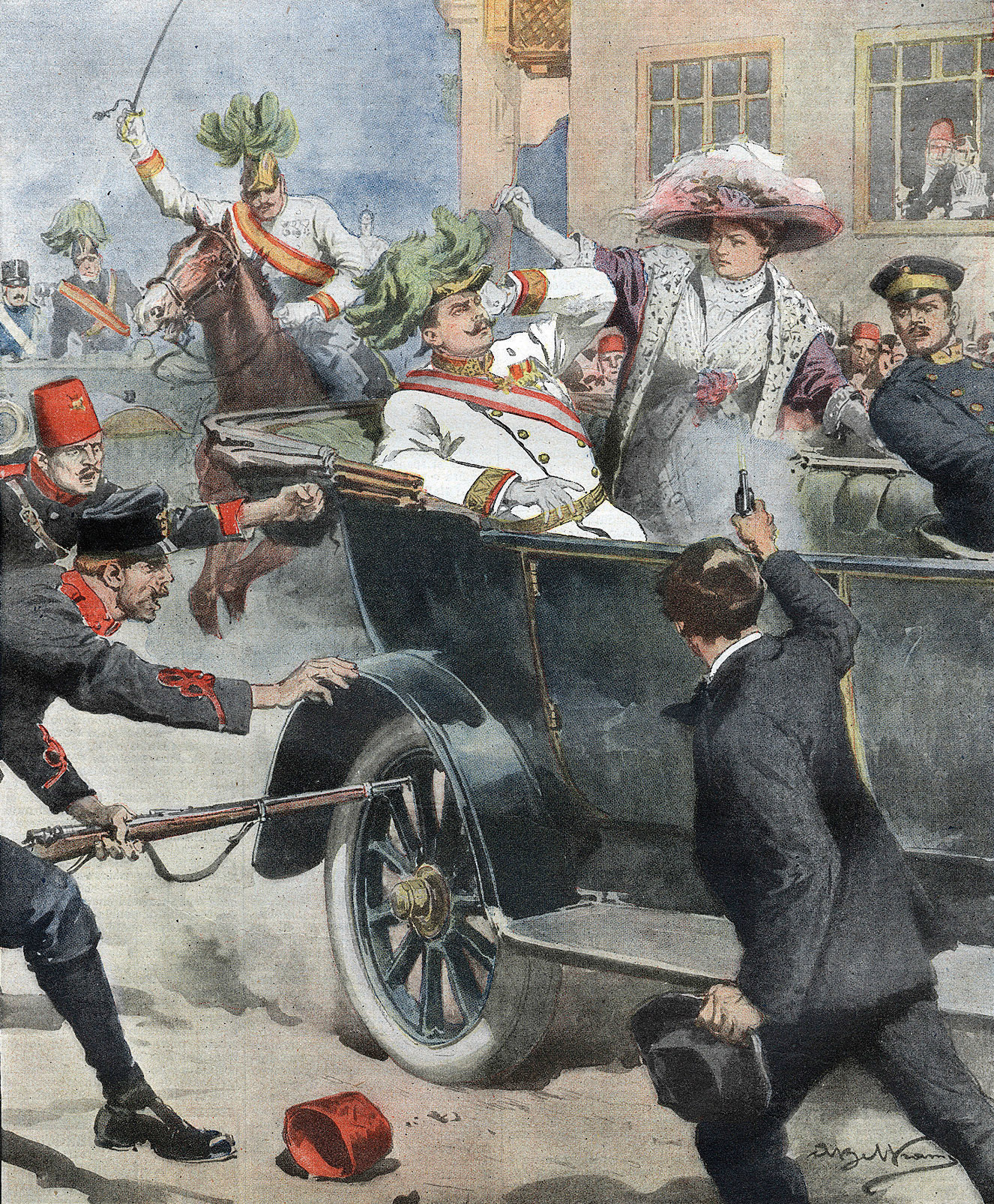
ترور آرشیدوک موجب شروع جنگ جهانی اول شد.

تِروریا قتل سیاسییا قتلکشتن شخصیت‌ها برای رسیدن به مقاصد سیاسی است که همیشه به دست عوامل مزدور یا متعصب انجام می‌شود.معمولاً فرد کشته‌شده دارای مقام یا شهرت یا علایق سیاسی است یا به‌دلیل اهانت به یک مرام عقیدتی مانند یک مذهب، مورد سوءقصد قرار می‌گیرد.
ترور آرشیدوک تأثیرگذارترین ترور در تاریخ انسان بود که سبب شروع جنگ جهانی اول و در پی آن جنگ جهانی دوم شد.

## نام‌گذاری

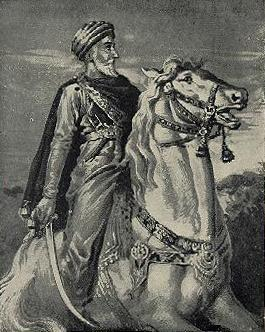
واژهٔ "assassin" از کلمهٔ و نام حسن صباح و فرمان‌های ترور (Assassins) او به وسیلهٔ حشاشین (به قول مخالفان) یا اسماعیلیان نزاری مشتق شده‌است

ترور برگرفته از واژهٔ فرانسوی Terreur به معنای دهشت و دهشت افکنی است اما در زبان فارسی معنای دیگری پیدا کرده و در مفهوم قتل سیاسی به وسیله اسلحه متداول شده‌است. کاربرد واژهٔ ترور در این معنا احتمالاً تحت تأثیر شهرت دورهٔ ده‌ماهه حکومت انقلابی ژاکوبن‌ها بر فرانسه به «دوران ترور» است که در جریان آن بسیاری از ژیروندن‌های انقلابی در دادگاه‌های انقلابی با محاکماتی سریع اعدام شدند. در واقع معنای ترور در فارسی معادل assassination در انگلیسی و Attentat در فرانسوی است و با تروریسم تفاوتهای بنیادین و مهمی دارد.
در انگلیسی ترور با assassin نامگذاری شده‌است که برگرفته از نام گروه شیعه پارس نزاریه، حشاشین، است که توسط حسن صباح بنیان نهاده‌شده‌بود. این گروه مابین قرن هشتم تا چهاردهم میلادی در نقاط مرکزی کشور کنونی ایران فعال بودند و با انگیزه‌های سیاسی دست به قتل می‌زدند. شایع است که قاتلان این گروه هنگام ارتکاب قتل حشیش مصرف می‌کردند. هر چند در صحت این موضوع ابهاماتی وجود دارد. اولین کاربرد این کلمه در زبان انگلیسی در مکبث توسط ویلیام شکسپیر در ۱۶۰۵ است. ترور در عربی با واژه‌های عفک، ارهاب و اغتیال به کاربرده می‌شود.

## تاریخچه
آدمکشی برای مقاصد سیاسی طرفداران بسیاری در طول تاریخ داشته‌است. سیسرو سخنور رومی کشتن افرادی که آن‌ها را هیولاهایی با نقاب انسانی می‌نامید، به قطع اعضای از کار افتاده بدن تشبیه کرده و آن را راه جلوگیری از انتشار فساد در پیکر همگانی انسان‌ها یعنی اجتماع می‌دانست. ایدهٔ ستمگر کشی سده‌ها بعد با نظریه مشروعیت مردمی حکومت پیوند می‌خورد. طرفداران ترور استدلال می‌کردند که مشروعیت حکومت ناشی از قراردادی است که با مردم بسته شده و وقتی مفاد قرارداد زیرپا نهاده می‌شود، زمینه برای از میان بردن حاکمان نیز فراهم شده‌است.

## ترور و تروریسم

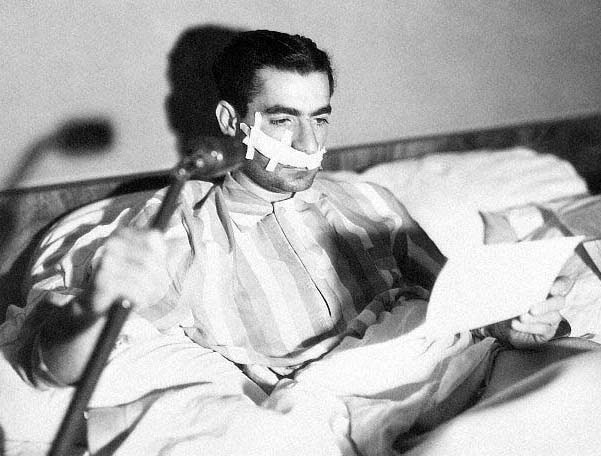
محمدرضا پهلوی پس از ترور نافرجام در سال ۱۳۲۷ خورشیدی

ستمگر کشی و دیگر شکل‌های ترور هرچند معمولاً در چارچوبی از وحشت‌افکنی (تروریسم) انجام می‌شوند، اما میان آنها و تروریسم تفاوت‌های ماهوی مهمی وجود دارد.
مفهوم واژهٔ ترور (یعنی وحشت) یک منبع مهم ابهام‌زایی در مورد ماهیت قتل سیاسی است. واژه ترور گاه برای مشروعیت بخشیدن به اقدامات تروریست‌ها استفاده می‌شود. برخی پژوهشگران همچون دیوید راپوپورت و ایویانسکی نظریه امروزین ترور را برگرفته از نظریه ستمگر کشی می‌دانند. امروزه گرایشی برای گنجاندن قتل سیاسی در چارچوب تروریسم پدید آمده و از سوی دیگر بسیاری از گروه‌های وحشت نیز از تاکتیک قتل سیاسی استفاده می‌کنند.
آشکارترین تمایز ترور و تروریسم این است که هدف یک قاتل سیاسی یک شخصیت معین است و اسلحه برای از میان بردن او استفاده می‌شود، اما هدف یک اقدام تروریستی جمعی است.
راپوپورت برای تمایز قتل سیاسی از عمل تروریستی روش بدیعی را ارائه می‌دهد که در آن به جای نفس اقدام به معنای اقدام توجه می‌شود. او تروریسم را یک فرایند و قتل سیاسی را یک رویداد می‌داند؛ «قاتل سیاسی انسانی را نابود می‌کند که -به عقیده او- یک نظام را به فساد کشانده‌است، اما تروریست نظامی را نابود می‌کند که پیشتر هر کسی را که در خود جای می‌داده به فساد کشانده‌است. قتل سیاسی یک حادثه، یک کار گذرا و یک رویداد است ولی تروریسم یک فرایند و یک روش زندگی است».

## نگارخانه

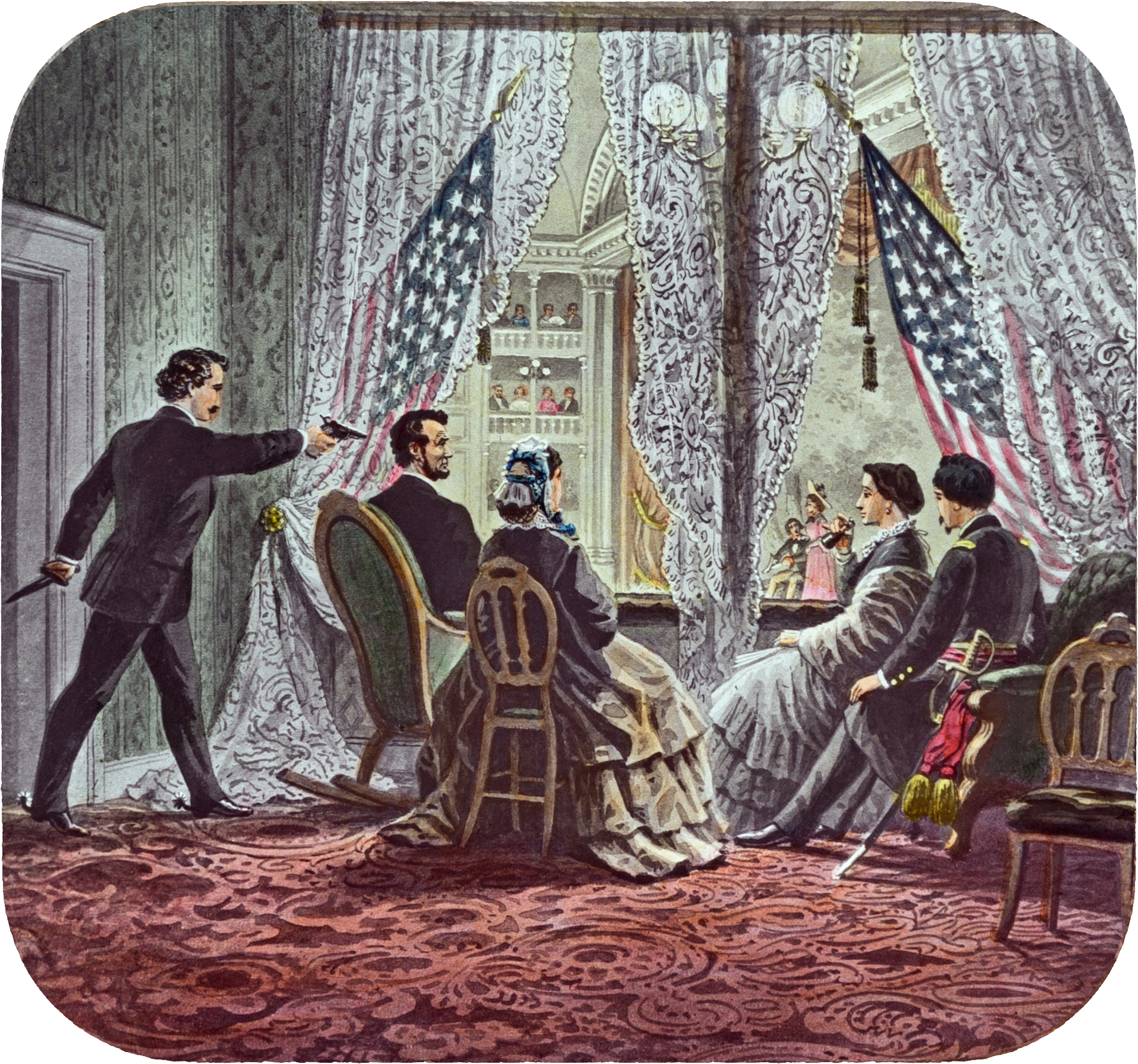
ترور آبراهام لینکلن توسط جان ویلکس بوث
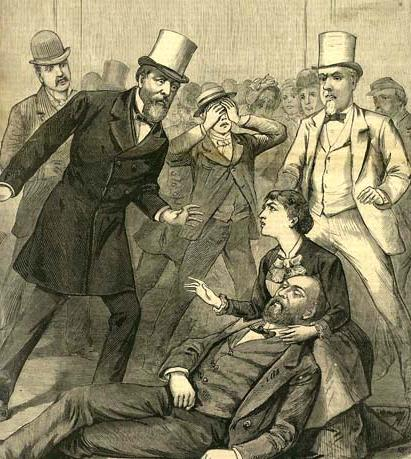
ترور جیمز آبرام گارفیلد در سال ۱۸۸۱
ترور ویلیام مک‌کینلی
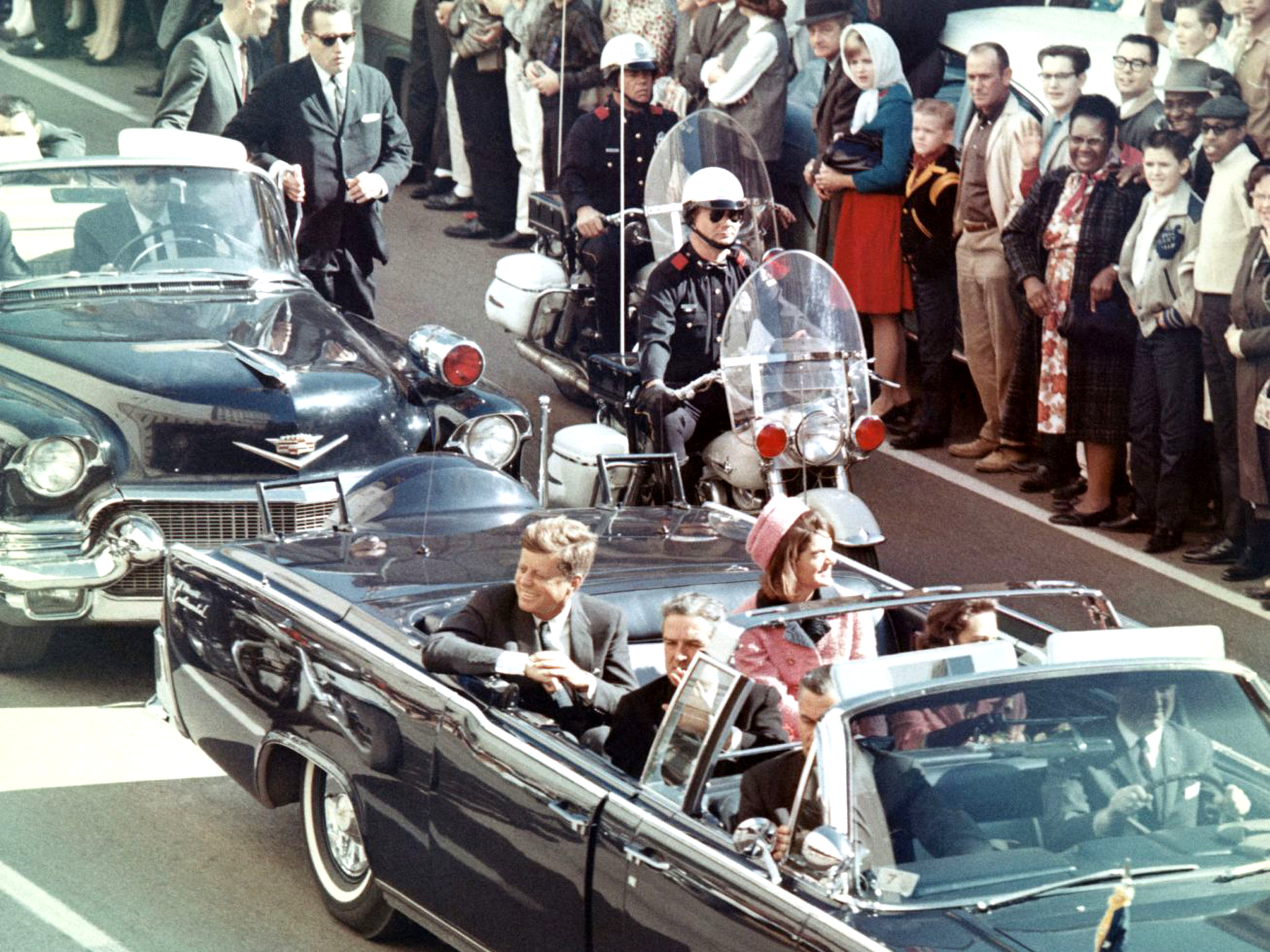
ترور جان اف کندی کندی هنگامی که با همسرش ژاکلین کندی سوار ماشین کروک بود، از ناحیهٔ صورت مورد اصابت گلوله قرار گرفت.
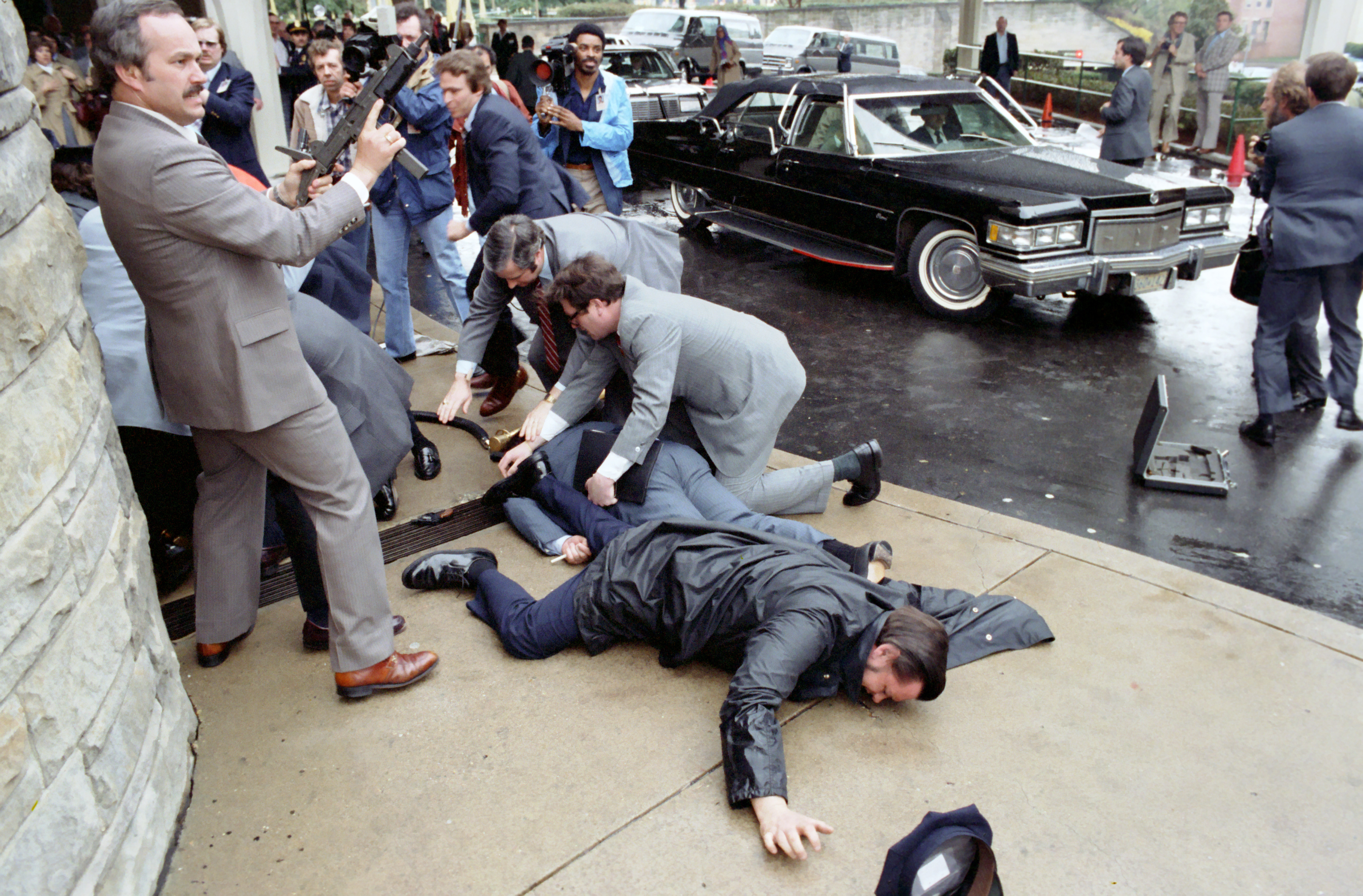
ترور رونالد ریگان در ۳۰ مارس ۱۹۸۱ میلادی. مأموران سرویس مخفی درحال خلع‌سلاح جان هینکلی و در تلاش برای حفاظت از جان رئیس‌جمهور